# Stena Rentinas - Eyruteri periοchi
Stena Rentinas - Eyruteri periοchi este o arie protejată (arie specială de conservare — SAC, sit de importanță comunitară — SCI) din Grecia întinsă pe o suprafață de 5.896,39 ha, integral pe uscat.

## Localizare
Centrul sitului Stena Rentinas - Eyruteri periοchi este situat la coordonatele 40°40′51″N 23°38′45″E / 40.680934°N 23.645882°E.

## Înființare
Situl Stena Rentinas - Eyruteri periοchi a fost declarat sit de importanță comunitară în august 1996 pentru a proteja 12 specii de animale. Situl a fost protejat și ca arie specială de conservare în martie 2011.

## Biodiversitate
Situată în ecoregiunile marină mediteraneană și mediteraneană, aria protejată conține 9 habitate naturale: Vegetație anuală la limita mareei, Dune mobile cu vegetație embrionară, Dune mobile de-a lungul țărmului cu Ammophila arenaria („dune albe”), Lacuri eutrofice naturale cu vegetație de tip Magnopotamion sau Hydrocharition, Păduri panonice-balcanice de stejar turcesc - stejar sesil, Păduri de Castanea sativa, Galerii de Salix alba și de Populus alba, Păduri de Platanus orientalis și Liquidambar orientalis (Platanion orientalis), Păduri de Quercus ilex și Quercus rotundifolia.
La baza desemnării sitului se află mai multe specii protejate:
- amfibieni (1): Triturus karelinii
- mamifere (2): vidră de râu (Lutra lutra), liliac cu urechi mari (Myotis bechsteinii)
- pești (5): Alburnus volviticus, avat (Aspius aspius), Barbus strumicae, Cobitis taenia Complex, boarță (Rhodeus amarus)
- reptile (4): țestoasa de baltă (Emys orbicularis), Mauremys rivulata, Testudo graeca, țestoasă bănățeană (Testudo hermanni)

Pe lângă speciile protejate, pe teritoriul sitului au mai fost identificate 1 specie de plante, 16 specii de păsări, 1 specie de amfibieni, 8 specii de mamifere, 1 specie de pești, 1 specie de reptile.